# Skyrock
Pour le réseau social, voir Skyrock.com.
Skyrock (prononcé en anglais : /skaɪˈɹɒk/) est une station de radio FM musicale privée française axée sur le rap français et le R'n'B ainsi que la retransmission de radios libres, le plus souvent destiné à un auditoire jeune. Fondée le 21 mars 1986 à Paris par Pierre Bellanger, associé à Frank Ténot et Daniel Filipacchi, la station succède à la radio FM privée locale La Voix du Lézard, créée le 18 janvier 1983, après trois ans d'existence. On peut noter que les programmes sous le titre Skyrock débutent sur la fréquence de La Voix du Lézard dès décembre 1985. L'entreprise appartient à la société française Vortex.
Initialement dédiée comme son nom l'indique à la musique rock, Skyrock s'est réorientée au cours des années 1990 vers le hip-hop, le rap et le RnB. Skyrock décroche son antenne tous les jours de la semaine, entre 12 h et 16 h, dans les agglomérations de Lille et Marseille. Localement, chaque station franchisée diffuse un programme spécifique de 4 h à 21 h, comme notamment, dans la ville de Béziers. Ainsi, la station s'apparente à un réseau de radiodiffusion constitué de l'antenne nationale et de trois antennes locales, autonomes lors des décrochages.
Depuis les années 2020, Skyrock propose sur le réseau national français DAB+ son programme Skyrock Klassiks, une déclinaison exploitant une programmation de grands succès intemporels des genres musicaux propres à la station.

## Historique

### 1985-1989: création d'une radio
Fin 1985, Pierre Bellanger souhaite lancer un réseau national pour les jeunes afin de contrer la prédominance de NRJ. Il décide de transformer sa radio, La Voix du lézard, en Skyrock. Les premières émissions débutent en décembre 1985 sous l'impulsion d'une équipe créative autour de Smicky, Gérard Beulac, Jean-Pierre Barbe et Childéric Muller. La station ouvre rapidement des fréquences en province à la suite de sa montée sur le satellite telecom 1A, soutenue par le groupe Filipacchi. La société qui gère Skyrock est la SARL Vortex,,.
La radio développe rapidement un réseau en France le premier franchisé situé à Grenoble étant bientôt suivi par de nombreuses autres stations locales. Début 1987, Skyrock est présent, outre Grenoble, à Lyon (96.1), Nancy (101.3) et Strasbourg (103.3), entre autres. La station essaie de se démarquer de ses concurrentes en adoptant l'habillage d’antenne décalé créé par Smicky, dont certaines bandes-annonces sont écrites par Pierre Bellanger lui-même. Les animateurs à forte personnalité ont toute liberté de ton et de programmation. Le format musical initial de Skyrock est défini à l'époque comme « dance, pop, rock et contemporain. »

### 1990-1995: nature de radio libre
L'audience de Skyrock est en constante progression, appuyée par des émissions aux concepts originaux qui vont être repris par la suite par les autres stations FM ou la télévision. Ainsi, Skyrock vibre au son de l'émission culte, La Voix du Lézard, animée par Childéric Muller qui partira pour TV6, en 1987. La station inaugure le concept de « morning show » avec l’émission Les Zigotos dès 1990, puis celui de la libre antenne avec Bonsoir La Planète. Tandis que NRJ, née en 1981, reste largement en tête et Fun Radio, jeune réseau né en province, ne trouve toujours pas un concept propre, Skyrock se fait remarquer par ses émissions souvent provocatrices avec Géraldine (1986-1993), qui recueille les fantasmes les plus intimes des auditeurs, et Skyman, qui venge les auditeurs de leurs ennemis par des canulars téléphoniques. Cette dernière consolide fortement les liens entre Skyrock et le jeune public. Si Skyrock est un précurseur en matière de libre antenne avec Bonsoir la Planète animée par Malher, elle se fait devancer à partir de 1991 par Fun Radio, qui réalise ses premiers pics d'audience avec Arthur en 1991, puis Lovin'Fun en 1992[réf. nécessaire].
En juin 1994, ne sachant comment réagir à l'effritement de son audience, elle tente un nouveau format (le « nouveau Skyrock »), où seuls les tubes des années 1990 sont retenus dans la programmation musicale. Skyrock contre-attaque par ailleurs le succès de Lovin'Fun en lançant une libre-antenne avec Tabatha Cash, ex-star du X. L'audience du nouveau Skyrock ne décolle pas. En mai 1994, Maurice rejoint la station et lance Maurice Skyrock 22 h, émission de libre antenne. À ses débuts, l'émission n'est pas diffusée sur l'émetteur d'Île-de-France, car Maurice est encore en contrat avec son ancienne station, la parisienne Ouï FM ; fin 1996, alors au sommet de sa gloire, Maurice décide de se retirer et de lancer une syndication de son émission, vœu cher à l'animateur depuis longtemps[réf. nécessaire]. L'émission Les Monstres, quant à elle, installée le matin et animée par Manu Levy et Jicé (pseudonyme de François Meunier), semble trouver son public. Elle est cependant suspendue à la suite d'un dérapage de l'animateur Jicé survenu le 3 janvier 1995, se réjouissant de la mort du policier Georges Janvier lors d'une rixe entre bandes rivales à Nice la veille. Il répète quatre fois pendant le flash d'informations, en running gag : « Ceci dit, y'a un flic qui est mort et ça c'est plutôt une bonne nouvelle ». À la suite de ce dérapage, qui précède de quelques semaines seulement celui de Cauet sur Fun Radio à propos du camp d'Auschwitz, le CSA inflige une suspension d'émettre de 24 heures à Skyrock, le lundi 9 janvier,. Pierre Bellanger reconnaît la faute mais trouve la sanction, une première pour une radio, disproportionnée. La station, qui a déjà formulé des excuses publiques à l'antenne, ne respecte pas cette sanction, en laissant son antenne libre aux auditeurs, sans interventions, ni jingles. La radio reçoit en retour une amende pour le non-respect de la sanction. L'animateur, condamné pour « apologie de crime » à payer 25 000 francs de dommages et intérêts à la famille du policier, un franc symbolique aux syndicats de policiers et faire publier sa condamnation par deux quotidiens nationaux et un quotidien régional, est mis à pied puis démissionne.
La station connaît une premier « âge d'or » au milieu des années 1990 avec des animateurs emblématiques comme Malher (1992-1994), Supernana (1992-1996) et Maurice (1994-1996) et des réalisateurs comme Anthony Planes, Fred Musa (depuis 1992), Eddy Gronfier (réalisateur de l'émission les Monstres et producteur des jingles « Skyrock, priorité à la musique », époque 96/99) et Philou (qui réalisa les émissions de Malher, Géraldine, Supernana), entre autres. À cette époque, Skyrock est en concurrence avec Fun Radio ; ces deux radios adoptent le même format de libre-antenne. D'ailleurs, nombre d'animateurs de libre-antenne vont travailler successivement dans les deux stations comme Arthur (1989-1991), Bob le cinglé (1989-1998), Lorenzo et Cauet (1996-1998).

### 1996: de grands changements dans la programmation
En 1996, dix ans après sa création, Skyrock se doit de conserver son cœur de cible, les 15/25 ans, qui ne sont plus les mêmes que ceux de 1986, quitte à perdre ses auditeurs historiques au profit de stations comme RFM, Europe 2 ou RTL2. Skyrock comprend qu'elle ne peut revenir dans la course qu'en offrant une alternative aux autres programmes. De plus, le principe de la libre-antenne semble s’essouffler. Par ailleurs, les quotas de 40 % de chanson française, entrés en vigueur, gênent la station à concevoir un programme musical qui plaise aux jeunes. Elle prend alors le pari audacieux, sous l'impulsion de Laurent Bouneau, directeur général des programmes, de miser sur les musiques urbaines, rap et RnB, jusque-là peu jouées par les radios FM, cette politique est perçue comme une récupération par des groupes de rap comme La Rumeur. À partir du changement de format : Skyrock est régulièrement taxée d'opportunisme et accusée de formater les productions (en langage commun : de diffuser du « rap commercial »).
Cependant, l'émission du soir, animée par Maurice, continue de passer des titres rock. En diffusant des artistes comme Paul Personne, Noir Désir, Lofofora, ou même Bashung, Maurice parvient à retenir des auditeurs plus âgés. D'ailleurs, allant à contre-courant de la politique visant à se recentrer sur le public jeune, il n'hésite pas certains soirs à interdire les 15-17 ans, qu'il juge les moins intéressants dans leurs propos. À plusieurs reprises, il assume ses choix audacieux, prétendant « mettre son contrat sur la table » avant de passer un artiste ne répondant plus à l'esprit de la station. Un décalage grandissant s'opère alors entre le public de la journée ou du début de soirée et le public plus mûr de Maurice. Bon nombre d'appels visent à insulter ou à provoquer Maurice, indiquant que le concept de son émission est mal compris par toute une frange des auditeurs de Skyrock.

### 1997: arrivée de l'animateur Difool
L’animateur Difool, qui a lui aussi longtemps travaillé à Fun Radio prend en charge à la fin de sa clause de non-concurrence en 1997 la tranche horaire 21 h-minuit, la Radio libre et depuis 2000 la tranche 6 h-9 h. Il deviendra, dès son arrivée, directeur des stations locales, puis plus tard directeur général de l'antenne qu'il anime tous les matins et tous les soirs, sauf le samedi et le dimanche soir en mode best-of, en compagnie, de Romano, Marie, Cédric, Momo, Samy et Karim, les animateurs de Skyrock.

### 1998: audience retrouvée / aspects marketing
Grâce à cette politique musicale et à cette libre-antenne à succès, Skyrock retrouve de bons scores dans les sondages, devançant notamment Fun en national et NRJ en Île-de-France. Cependant, elle rencontre des difficultés à vendre ses espaces publicitaires : les annonceurs ne semblent pas intéressés par le profil des auditeurs de Skyrock, notamment à cause de leur trop jeune âge.
Cette situation est encore pire au niveau de la publicité locale ou les espaces trouvent difficilement preneur. Les stations locales de Skyrock se sont d'ailleurs plaint auprès de la direction nationale du choix musical de Skyrock, n'arrivant plus à trouver des annonceurs. Pierre Bellanger, toujours PDG de la station, a d'ailleurs racheté puis fermé de nombreuses stations locales déficitaires. Les dernières indépendantes luttent contre une politique « anti local », certaines sont même en procès avec Skyrock. À citer Radio Peinard Skyrock à Béziers, elle est ainsi une véritable station locale ; il s'agit d'une radio de catégorie C disposant de son propre logo, diffusant son propre programme régional et musical loin du rap et du R'n'B et ne diffuse le flux national de Skyrock que de 20 heures à 5 heures.
Le développement du réseau Skyrock est par ailleurs handicapé en 1998 par son appartenance au groupe Europe 1 qui dépasse le seuil anti-concentration des médias : aucune fréquence ne lui est attribuée en 1998 lors du dégagement de 500 fréquences en France.

### 2011: année de crise
Alors que les audiences sont en chute libre, le 12 avril 2011, lors d’une réunion du Conseil administration de Nakama, société holding détentrice d’Orbus (groupe contrôlant lui-même Skyrock), Pierre Bellanger, fondateur et PDG de la radio, est démis de ses fonctions de directeur général. Maintenu au poste de Président du Conseil d'administration, il perd de ce fait son rôle opérationnel et décisionnaire au sein du groupe. L’actionnaire majoritaire de Skyrock, Axa Private Equity (renommé Ardian en 2013) (qui détient alors 70 % du groupe) souhaite sortir du capital. Un nouveau directeur général est nommé en la personne de Marc Laufer. L’objectif annoncé est d’augmenter la rentabilité du groupe jusqu’à 30 % et réduire les coûts (des rumeurs évoquent une réduction des effectifs à hauteur de 25 %).

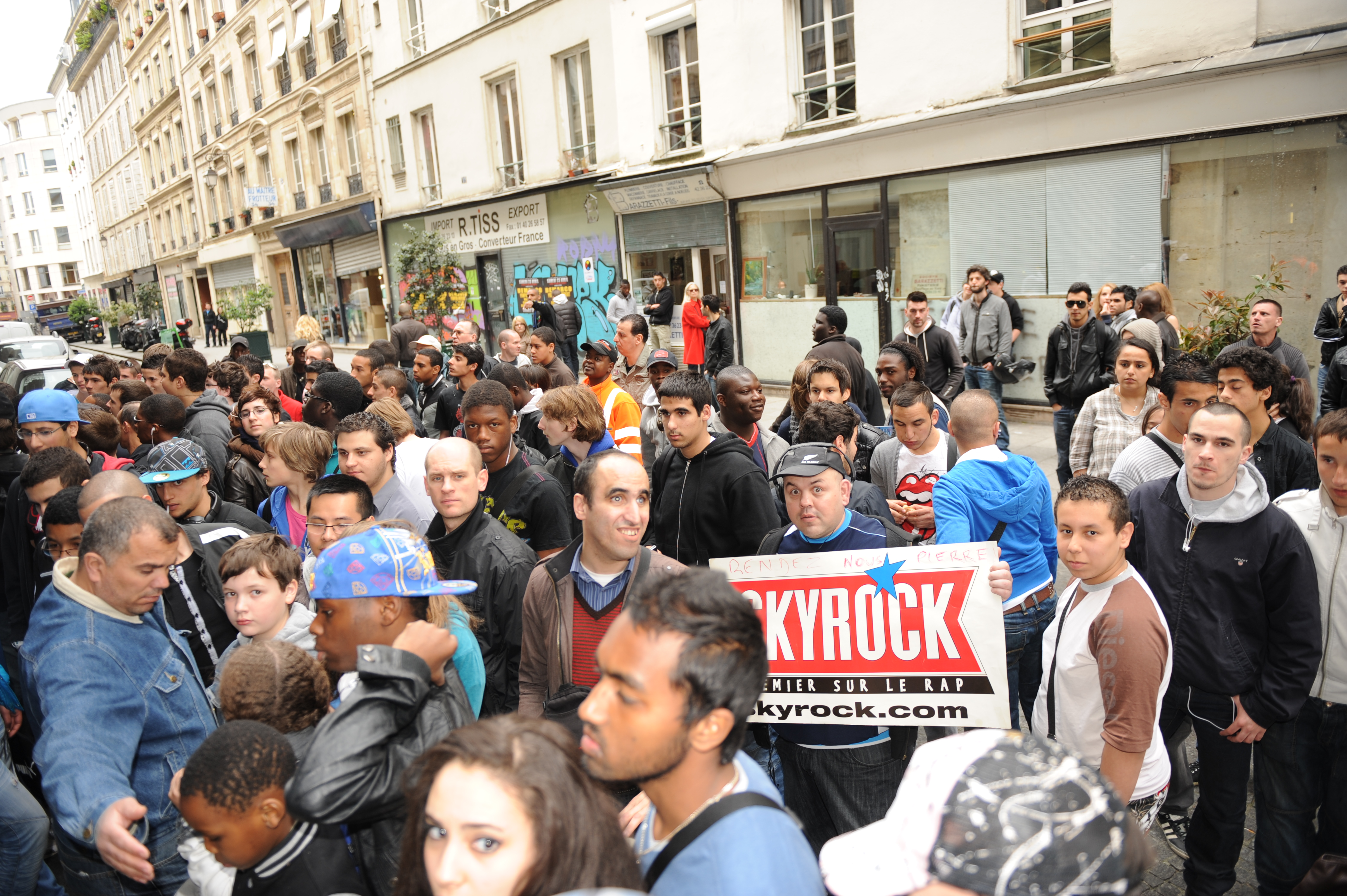
Manifestation d'auditeurs, le 13 avril 2011 devant les locaux de Skyrock, rue Greneta à Paris.

Le soir même, via un communiqué AFP (actuellement La Dépêche), les équipes de Skyrock apprennent la situation. Immédiatement, animateurs et salariés se mobilisent et expriment leur désaccord. À l’antenne, Difool informe l’ensemble des auditeurs et appelle à soutenir la radio et son fondateur. Un mouvement de soutien spontané autour du slogan « Défendons la liberté de Skyrock » s’engage. Pour certains la situation relève d’un double discours, le mot « liberté » étant peu approprié pour qualifier une radio commerciale qui, comme toute entreprise, se doit de répondre à des impératifs économiques de rentabilité afin de perdurer. Toutefois, ces considérations ne réussirent pas à brider deux semaines d’un soulèvement qui mobilise l’antenne, le web, artistes, auditeurs ainsi que de nombreuses personnalités politiques ; du jamais vu depuis les manifestations de 1984 en soutien à la radio libre NRJ. Passent notamment manifester leur soutien à l’antenne : François Hollande, Jack Lang, Frédéric Mitterrand, Rama Yade, Rachida Dati, Dominique Sopo, Jean-Luc Mélenchon et de nombreux artistes tels Kenza Farah, Soprano, La Fouine, Rohff, Sefyu, Sinik, le groupe 113, Sexion d'Assaut et de très nombreux autres. Fait exceptionnel, même Nikos Aliagas, pourtant animateur d'une radio concurrente - NRJ - apporte son soutien au combat de Skyrock. Le lendemain, le terme « Skyrock » est le plus « twitté » au monde.
Il est prévu l’organisation d’un immense concert gratuit « le grand kiff » le 30 avril place de la Nation. Celui-ci n’aura finalement pas lieu, la radio n’ayant pas réussi à obtenir de la préfecture les autorisations nécessaires à l’organisation d’un tel rassemblement. Le 14 avril 2011, Marc Laufer tente de rassurer salariés et auditeurs, déclarant dans un communiqué vidéo ne pas vouloir « toucher au Rap, au R’n’B ni à la libre antenne, les fondamentaux de cette radio ». Le lendemain, 15 avril 2011, Pierre Bellanger tient une conférence de presse au cours de laquelle il propose de se porter acquéreur des parts détenues par AXA Private Equity. Le 18 avril, Jean-Michel Darrois est nommé médiateur. Le dénouement ne survient que le 20 avril avec l’annonce du rachat de 30 % des parts d'AXA Private Equity par le Crédit agricole dirigé par Jean-Paul Chifflet. Le 22 avril, un accord est trouvé avec Axa Private Equity, redevenant ainsi majoritaire, Pierre Bellanger est immédiatement rétabli au poste de président-directeur général fondateur du groupe.
En fin d’après-midi, sortant enfin de son bureau qu’il n’a pas quitté depuis 11 jours, il annonce la nouvelle en personne à l’antenne de Skyrock : « Skyrock est sauvée, Skyrock a gagné, Skyrock est libre et restera libre ». De ce fait, en mai 2011 : Skyrock est détenue à 20 % par AXA Private Equity, 40 % par la famille d'un particulier et à 40 % par un fonds commun réunissant Le Crédit agricole et Pierre Bellanger, fondateur de la radio (Pierre Bellanger détenant 51 % et le Crédit agricole 49 % de ce fonds).

## Identité de la station

### Siège
La radio se situe au 37 bis de la rue Greneta, dans le 2e arrondissement de Paris.

### Logos

Logo en 1986.
Logo de 1989. Très peu utilisé.
Logo de 1990 à 1994.
Logo de 1994 à 1997.
Logo actuel depuis 1997.
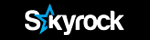
Logo pour les blogs de Skyrock jusqu'au 21 août 2023.

### Slogans
- La superradio (1986)
- L'irrésistible chant des étoiles (1986-1990)
- Plus de tubes, moins de pub (1990 - 1994)
- Le nouveau Skyrock (1994 - 1995)[N 1]
- Priorité à la musique (1995 - 1998)
- Premier sur le rap (depuis 1997)[N 2]
- Rap et R'n'b non stop (2001 - 2008)
- Rap et R'n'b en Premier (2008 - 2016)
- Urban Music non stop (2014 - 2016)
- La première radio Urban mondiale (depuis août 2016)
- Premier sur les nouveautés (Février 2016 de retour en 2018)
- T'écoutes Tu kiffes Tu gagnes (uniquement fin août 2018)

### Voix off
- 1986-1997 : Alain Dorval
- depuis 1997 : Emmanuel Garijo (modifiée en 2006)
- 1997-2012, depuis 2022 : Laura Marine

## Organisation économique

### Capital et filiales
La société Vortex qui exploite la radio est détenue à 100 % par Nakama (groupe Skyrock) qui détient aussi Cascadia (Telefun) à hauteur de 51 %. Orange et le Fonds stratégique d'investissement (FSI) ont acquis environ respectivement 34 % et 15 % du capital.

### Ancien actionnaire
- 1986 : prise de participation de Filipacchi Médias.
- 1991 : le capital est partagé à égalité entre Pierre Bellanger et Filipacchi Médias.
- 1995 : Hachette Filipacchi Médias devient actionnaire majoritaire en montant au capital à hauteur de 85  %. Par ailleurs, la station a rejoint la régie du groupe Europe 1, Régie Radio Music.
- 1999 : la société de participation Orbus, détenue par Morgan Grenfell Private Equity, Goldman Sachs et par Pierre Bellanger, qui la préside, acquiert l’intégralité du capital de Skyrock et de Téléfun auprès de Hachette Filipacchi Médias.
- 2006 : la société de participation Nakama, détenue par Axa Private Equity et par Pierre Bellanger, qui la préside, acquiert l’intégralité du capital d’Orbus auprès de Morgan Grenfell Private Equity et Goldman Sachs.

### Actionnaire
Le Groupe Skyrock (holding Nakama) est jusqu’alors détenue à 16 % par Ardian (ex-Axa Private Equity), à 60 % par une holding commune (Sammas) réunissant Le Crédit agricole et Pierre Bellanger, fondateur de la radio. Cette holding est détenue par Pierre Bellanger à 51 % et le Crédit agricole 49 %) et le reste 24 % par le Crédit agricole via Rmf Holding.
Depuis le 27 mai 2021, Pierre Bellanger obtient le contrôle total de Skyrock. Le Crédit agricole a décidé de revendre sa part détenue de la radio afin de garantir son indépendance et son autonomie.

### Filiale
- Vortex (société éditrice de Skyrock) détenue à 100 %
- Taliesin (SkyRégie régie publicitaire de médias) détenue à 100 %
- France en ligne (Springbird régie publicitaire internet) détenue à 51 % via Cascadia
- Telefun (société éditrice de skyrock.com) détenue à 51 % via Cascadia

### Vente
Début octobre 2010, le groupe Skyrock via Orbus, une holding regroupant les activités de Skyrock dissoute en 2011, vend la station de radio FM parisienne Chante France au groupe HPI (également propriétaire d'Évasion FM).

### Activité, résultat et effectifs
La société Vortex a dégagé un résultat de 779 800 euros en 2017 pour un chiffre d'affaires de 20 390 900 euros. Elle emploie 44 collaborateurs.

### Diversification
Parmi ses projets de diversification, Skyrock a réuni 8 millions d'utilisateurs dans l'application Skred, utilisant la licence de la société Twinlife, fondée en 2012 par d'anciens chercheurs de l'Inria avec l’incubateur de l'Ecole Centrale Paris, pour l'application Twinme, offrant des services proches de ceux de Messenger ou WhatsApp mais sans donner d'email, nom ou numéro de portable, l'utilisateur donnant seulement à ses correspondants un code barre, qui est différent pour chacun d'eux. Les deux applications, Skred et Twinme, ont fusionné en 2021  pour essayer de peser face à WhatsApp,,,,, accusée de vouloir livrer à Facebook les données de ses 2 milliards d’utilisateurs, en étant l'une des alternatives possibles et en créant un nouvel ensemble d'environ 15 millions d'utilisateurs, dans 22 langues.

## Équipes

### Direction
- Président directeur général : Pierre Bellanger
- Directeur général des programmes : Laurent Bouneau[Depuis quand ?]
- Directeur d'antenne : Difool (depuis 1996)
- Directeur Technique : Marc Augis[Depuis quand ?]
- Directeur des relations institutionnelles : Malek Boutih[43]
- Directeur des affaires publiques : Mamadou Gaye[43]

### Animateurs
En 2020, la station s'appuie sur une équipe d'animateurs de radio dont les plus notoires sont Difool, Romano, Fred, mais elle a pu compter dans ses rangs, dans le passé, Arnold, Arthur, Bob le cinglé, Childéric Muller, Cyril Hanouna, Géraldine, Jacky, Jean-Luc Emanuele, Laurent Petitguillaume, Manu Levy, Malher, Maurad, Maurice, Michaël Youn, Président Bruno, Robert Levy-Provencal, Sébastien Cauet, Skyman, Supernana, Tabatha Cash et Evelyne Adam.

### DJ's
- Cut Killer est DJ dans sa propre émission Cut Killer Show, le samedi soir.
- DJ Kayz est DJ dans l'émission Raï Suprême, le dimanche soir (de 2014 au 27 mars 2022)

### Journalistes
Le journaliste responsable des infos de la radio est Rémi Ferreira pour Le morning de Difool du lundi au vendredi entre 6 h et 9 h ainsi que pour Le Morning Best le samedi entre 6 h et 9 h. Les anciens journalistes incluent : Michaël Youn, Stéphanie Bourdais, Imane Argoubi, Annie Cremer, Delphine Labouret, Eric Lange, François Deymier, Gwenola Froment, Julien Castagnoli, Karen Mischkind, Karine Duchet, Matthieu Rossi et Thierry Clopeau.

## Programmation

### Nature des programmes
La station programme, en 2018, de nombreuses émissions dont les plus connues sont Le Morning de Difool, Planète Rap et Radio libre.
D'autres émissions sont diffusées la nuit, comme Bumrush animée par Cut Killer, Couvre feu par Jacky des Neg' Marrons ou encore Sky Boss animé par Joey Starr et DJ Spank. Ces émissions ont disparu de l'antenne il y a maintenant quelques années. Laurent Bouneau déclara dans une interview que ces émissions sont devenues inutiles, car les morceaux diffusés peuvent être écoutés sur internet. Une raison plus officieuse serait que le CSA refuse de donner des fréquences tant que ces émissions parfois sulfureuses continuent d'être présentes.
D'autres émissions ont eu des échos particuliers. D'abord, entre 1985 et 1987, La Voix du Lézard, animé par Childéric Muller puis Smicky. Et puis Skydance, diffusée entre 1986 et 1990.

## Diffusion des programmes

### Diffusion hertzienne

#### Généralités
Au 1er septembre 2013, Skyrock dispose de 225 fréquences dans toute la France contre 326 pour NRJ et 250 pour Fun Radio. Il y a d'ailleurs une polémique entretenue par la radio sur son manque de fréquences en France par rapport à ses principales concurrentes. Historiquement, au moment où ses consœurs ont obtenu de nouvelles fréquences, elle fait alors partie du groupe Europe 1 et pour des raisons de seuil de concentration de médias, elle ne peut en obtenir plus que si le groupe propriétaire se sépare d'une autre de ses radios. Finalement, en mars 1999, Hachette Filipacchi Médias vend la radio Skyrock à l'Allemand Morgan Grenfell Private Equity.
Elle est la première radio des 15-25 ans avec plus de 4.0 millions d'auditeurs par jour, la première radio nationale et la première radio musicale à Paris et dans les grandes agglomérations et deuxième radio musicale derrière NRJ en France, malgré sa relative plus faible diffusion en France par rapport à ses concurrentes.[réf. nécessaire] En mai 2010, Skyrock met en place une application de leur station pour iPhone. Puis, courant décembre 2010, l'application est également disponible pour le système d'exploitation mobile Android. En août 2010, Skyrock propose aux annonceurs de mieux cibler les auditeurs avec des décrochages publicitaires dans certaines grandes villes où la radio est classée en catégorie D.(diffusion uniquement du programme national)

#### Antennes locales
Skyrock décroche son antenne tous les jours de la semaine dans les agglomérations suivantes :
- à Lille  , Skyrock Nord émet sur le 94.3 FM et à Lens-Bethune-Douai sur le 106.9 FM de 12 h à 16 h du lundi au vendredi, l'émission des Dédicaces,dans cette émission, des dédicaces locales, des concours pour gagner des places pour des festivals locaux ou des places pour des matchs/concerts au Stade Bollaert-Delelis et au Stade Pierre-Mauroy sont proposés pour les auditeurs gratuitement (le reste de la journée et de la semaine un décrochage publicitaire local est est effectué à H+50 promouvant par ailleurs les différents concours, événement dans la région et l'émission des Dédicaces hormis pendant Planète Rap, La Radio Libre, Le Kut Killer Show et la Nocturne);
- à Marseille, Skyrock Sud émet sur le 90FM de 12 h à 16 h ;
- et à Béziers, Radio Peinard Skyrock émet sur le 100FM de 4 h à 21 h.

#### Anciennes stations locales
La radio s'est appuyée un temps sur un réseau de stations locales, qui n'existent plus aujourd'hui. Il y a eu partage de fréquences avec des radios locales de 1989 à 1999.
Parmi elles, Skyrock Dijon, dont les studios sont alors situés au 12 boulevard Carnot dans la capitale de la Bourgogne, dans les mêmes locaux que Europe 2 Dijon. Exploitée par la SARL BFC qui gèrent également Skyrock Besançon et Skyrock Montceau-les-Mines Le Creusot, la station locale de Dijon est ouverte au milieu des années 90 et confiée à Vincent, qui anime chaque jour, de 12 h 30 à 16 h, une émission de dédicaces.
Dès le réveil, on peut alors entendre la voix de l'animateur sur le 107.1 FM pour nous donner la météo, ou encore l'agenda des sorties sur Dijon lors des décrochages publicitaires qui ont lieu toutes les heures à H+18 et H+45.
Le vendredi 7 juillet 2000, la dernière émission locale résonne sur les ondes dijonnaises avant de laisser place aux programmes nationaux de Skyrock.

### Radio numérique terrestre
En juin 2012, la station dépose une candidature pour obtenir des fréquences en RNT. En juillet 2013, tombent les résultats d'audience dans le nord de la France. Skyrock est la première radio devant RTL et NRJ aux alentours de Lens et Béthune (avec près de 70 000 auditeurs) et la première radio musicale à Lille et sa métropole. (Source Médiamétrie / FB SkyrockNord). L’écoute du programme NORD est disponible, elle s'active automatiquement lorsque l'appli SkyrockFM est allumée dans la région de Béthune, Lens, Dunkerque ou Lille.
Skyrock diffuse aussi sur le réseau DAB+ au niveau national son programme Skyrock Klassiks.

### À l'étranger
Skyrock est aussi diffusée sur câble et IPTV.
Le 20 mars 2017, Skyrock commence à se développer en Afrique en diffusant un programme en webradio sur les smartphones et les tablettes dans le secteur d'Abidjan, en Côte d'Ivoire et à l'occasion de la journée de la langue française.
Le 16 mai 2018, à l'occasion des 20 ans de Rai Suprême, 1 an après la naissance de Skyrock Abidjan, Skyrock développe pour la 2e année consécutive et diffuse un programme en webradio sur les smartphones et les tablettes en Algérie nommé Skyrock Alger.
Le 21 juin 2019, à l'occasion de la fête de la musique, 2 ans après la naissance de Skyrock Abidjan et 1 an après la naissance de Skyrock Alger, Skyrock se développe pour la 3e année consécutive et diffuse un programme en webradio sur les smartphones et les tablettes en Maroc, elle est nommée Skyrock Casablanca.
Le 13 juillet 2019, la veille de la Fête nationale du 14 juillet, la radio lance sur les smartphones et les tablettes Skyrock PLM (Skyrock pour les Militaires). Inaugurée par Fred Musa et Pierre Bellanger, cette radio propose à partir du 23 septembre 2019, une matinale d'informations générales et militaires (de 6 h à 9 h) ainsi qu'en journée des interviews pour découvrir des métiers des trois armées et le soir l'antenne (de 18 h à 21 h) est ouverte aux dédicaces. Les partenaires sont Unéo, Banque française mutualiste et la Carac, Mutuelle d’épargne. Les animateurs sont les mêmes comme Fred Musa et Emeric Berco. 2 nouveaux animateurs comme Antoine L'Hermitte et Léa Tijeras rejoindra Skyrock PLM (Skyrock pour les Militaires) le jour du lancement, le 23 septembre 2019.
Le 24 juin 2020, 3 ans après la naissance de Skyrock Abidjan (lancée le 20 mars 2017), 2 ans après la naissance de Skyrock Alger (lancée le 16 mai 2018) et un an après la naissance de Skyrock Casablanca (lancée le 21 juin 2019). Skyrock développe pour la 4ᵉ année consécutive et diffuse un programme en webradio sur les smartphones et les tablettes en Tunisie, elle est nommée Skyrock Tunis.

### Activités web
Skyrock.com est fondé en 1998. Il s'agit du site Internet de la radio qui, depuis 2007, est devenu Skyrock.fm à la suite de l’intégration de Skyblog.com.
Skyrock Blog, anciennement Skyblog, est un site web édité par la société Telefun permettant de créer et de gérer gratuitement des blogs. Le site est lancé le 17 décembre 2002 par Skyrock. La simplicité de la mise en page et de l'interface d'administration lui vaut un certain succès auprès des débutants, principalement des adolescents et des jeunes adultes, francophones. Dénommé Skyblog jusqu'en juin 2006, il change son nom en « Skyrock Blog » à la suite d'une action en justice de la société British Sky Broadcasting 3. À la suite de cette affaire, en mai 2007, la plateforme de blogue est intégrée à Skyrock.com. Fin août 2009, Skyrock.com lance ses groupes. En juin 2023, Skyrock annonce mettre hors ligne son site Skyblog à partir du mois d'août 2023,. Depuis le lancement de la plateforme, des millions d'utilisateurs ont créé leurs blogs. Les blogs hebergés sur le site « Skyrock Blog » vont être sauvegardés la Bibliothèque Nationale de France (BNF) et par l'Institut National de l'Audiovisuel (INA).
Depuis la mi-janvier 2010, Skyrock.com lance son application pour iPhone et iPod Touch. Elle est disponible gratuitement depuis l'App Store, rubrique Réseaux sociaux. Le site Internet est l'un des sites français (ensemble des sites du groupe c'est-à-dire Skyrock Network ; Skyrock.com) les plus visités en France avec plus de 160 millions de visites par mois. Elle aura également via son site skyrock.com fait connaître et décoller les blogs en France. Skyrock Blog, filiale de Skyrock, est aujourd'hui leader sur le marché du blog en France et en Europe. Skyrock blog revendique plus de 33 millions de blogs sur le compteur de son site.
Les blogs skyrock.com ferment le 21 août 2023. L'activité des applications Internet de Skyrock via la filiale Telefun continuent avec notamment la messagerie Skred.

### Webradios
| Nommés                                            | Temps du lancement                                               |
| ------------------------------------------------- | ---------------------------------------------------------------- |
| Skyrock Urban Music Non-Stop                      | 25 octobre 2016                                                  |
| Skyrock Planète Rap L'Intégrale (plus disponible) | 25 octobre 2016                                                  |
| Skyrock 100% Français                             | 25 octobre 2016                                                  |
| Skyrock Klassiks                                  | 25 octobre 2016                                                  |
| Hit Skyrock                                       | 25 novembre 2016                                                 |
| Skyrock Hit US                                    | 25 novembre 2016                                                 |
| Skyrock Premier sur le Rap                        | 21 février 2017                                                  |
| Skyrock Rap et RnB Non-Stop                       | 3 mars 2017                                                      |
| Skyrock Abidjan                                   | 20 mars 2017                                                     |
| Skyrock Alger                                     | 16 mai 2018                                                      |
| Skyrock Casablanca                                | 21 juin 2019                                                     |
| Skyrock PLM (Skyrock pour les Militaires)         | 13 juillet au 22 septembre puis le 23 septembre 2019 (lancement) |
| Skyrock La Nocturne                               | 20 juin 2020                                                     |
| Skyrock Tunis                                     | 24 juin 2020                                                     |
| Skyrock Dedikas (en partenariat avec Mentos)      | 11 décembre 2020                                                 |